# Isola Maggiore
Isola Maggiore is een plaats (frazione) in de Italiaanse gemeente Tuoro sul Trasimeno.
Het plaatsje ligt op het op een na grootste eiland in het Trasimeense Meer en is met 16 inwoners (2016) het enige bewoonde eiland.

## Geschiedenis
Het eiland is sinds de Romeinse tijd bewoond. Franciscus van Assisi verbleef 40 dagen op het eiland gedurende de vastentijd, waarschijnlijk in 1211 maar de datum is onzeker. In 1208 kwam het eiland onder de heerschappij van de stad Perugia. In 1238 woonden er rond de 300 mensen. Begin 13e eeuw steeg de waterspiegel van het meer sterk na een periode van droogte, waardoor de omvangrijke haven meerdere keren overstroomde.
In 1136 werd op de top van de heuvel de kerk van San Michele Arcangelo gebouwd. Het huidige gebouw dateert overigens uit de 13e eeuw.
In de 14e eeuw bereikte het plaatsje zijn hoogtepunt na de vestiging van een Franciscaner klooster in 1328.
Rond 1600 brak weer een periode aan van een sterk stijgende waterspiegel. Gedurende 12 jaren veroorzaakte het hoge water verwoestingen en stonden benedenverdiepingen van huizen jarenlang onder water.
In de loop van de 17e eeuw verloor het eiland zijn positie in de visvangst aan San Feliciano. Deze economische crisis leidde tot een sterke terugval in het aantal inwoners: van de 335 inwoners in 1630 waren er in 1681 nog maar 181 overgebleven. In de 18e eeuw schommelde het aantal inwoners tussen de 100 en 150, met dieptepunten tijdens hoogwaterperiodes. Het bovenste deel van het dorp raakte onbewoond. Pas vanaf 1850 steeg het inwoneraantal weer naar circa 200.
In 1861 verlieten de Franciscaner monniken het eiland in de nasleep van de eenwording van Italië. Vier jaar later wam het klooster in bezit van de gemeente Castiglione del Lago, die het inrichtte als een ziekenhuis. In 1887 kocht Giacinto Guglielmi het klooster; in 1891 kocht hij tevens het kerkgebouw. Hij liet beide gebouwen restaureren met als einddoel het creëren van een neogotisch castello, vernoemd naar zijn vrouw Isabella. Op 6 oktober 1891 werd de Villa Isabella officieel geopend. In de Tweede Wereldoorlog verdween de familie Guglielmi als bewoners uit beeld. In 1944 werden er politieke gevangenen in de villa ondergebracht. De familie bezat het kasteel echter nog tot 1975, maar de gebouwen werden verlaten en het interieur verwijderd. Het kasteel raakte in verval.
Na het hoogwater van 1941 daalde het waterpeil van het meer zo dramatisch, dat rond 1950 er nauwelijks meer visvangst mogelijk was waardoor bewoners wegtrokken naar omliggende plaatsen. Veel vissers besloten om zich toe te gaan leggen op de jacht op watervogels, waarmee het meer zich ontwikkelde tot een reisdoel van het jachttoerisme.
Tussen 2007 en 2009 werd de kasteelruïne gerestaureerd. In 2010 ging het bedrijf dat het kasteel wilde ombouwen tot een resort, echter failliet. In november 2018 stond het kasteel te koop.

## Economie
In de 21e eeuw leven de overgebleven inwoners van de visvangst en het toerisme. In de weekenden is het eiland een geliefd reisdoel voor dagjesmensen.